# 70年代われらの世界
『70年代われらの世界』（70ねんだいわれらのせかい）は、1970年4月29日から1975年11月27日までNHK総合テレビで放送された全47回のドキュメンタリー番組である。

## 概要
1970年代を時代の転換期ととらえ、その光と影の部分を取り上げ、問題提起と展望を示す番組として1970年4月から放送を開始した。公害、環境破壊、南北格差などの経済問題、宇宙開発やコンピューター等の新しい技術、戦争の防止や教育改革など多岐にわたるテーマがこの番組で取り上げられた。制作にあたっては特別プロジェクトチームをつくり、放送総局長や報道・教育・芸能の各局長、解説委員長などから構成する「70年代企画委員会」、外部の専門家による「70年代番組委員会」が作られた。個々の番組のテーマ決定は原則として4カ月前に行い、長期的な視点で制作を行うように試みた。このようなプロジェクト方式による制作は1976年から放送を開始した『NHK特集』へと発展していった。この番組の司会は鈴木健二が受け持ち、未来学者の坂本二郎やアルビン・トフラーなど多くの識者が出演した。また、テーマ曲『青い地球は誰のもの』の作曲は冨田勲が担当した。

## 制作面での試み
この番組では制作面においても様々な試みが行われた。
- 特殊効果が多く用いられ、湾曲した大きなスクリーンやクロマキーが使用された[7]。
- 1970年12月23日に放送された『ニッポン1970』では、東京のNHKホール[注 1]と大阪・札幌のスタジオを結び約1000人が参加した多元討論が行われた[8]。
- 1971年4月28日に放送された『下村博士の物価論』では、経済学者の下村治の考えを視聴者から求めるために特別の電話回線を準備し、約3万回線の電話があった[9]。
- 1971年8月25日に放送された『¥：$〜円対ドル』では東京のスタジオとイギリス・BBCのスタジオ、アメリカ・NBCのスタジオを結んで多元衛星中継による討論が行われた[9]。
- 1972年1月2日に放送された『人間の絆〜諸国民の相互理解』では、アメリカ・ソ連・イギリス・タイ・ガーナ・日本の6カ国のスタジオに50人ずつの視聴者を招いて、お互いの国をどの程度理解しているかのイメージ調査を行った[10]。
- 1973年8月15日に放送された『アジアと日本—経済援助の側面からのリポート』では、NHK解説委員の山室英男が現地取材を行い、フィリピンのマルコス大統領やマレーシアのラザク首相との単独インタビューを行った[11]。

## 放送時間
すべて日本時間（JST）、本放送のみ記載。
- 1970年度 最終水曜日 19:30 - 21:00[12]
- 1971年度 最終水曜日 20:00 - 21:00[9]
- 1972年度・1973年度 水曜日（概ね月1回）19:30 - 21:00[13][14]
- 1974年度 木曜日 19:30 - 20:55（『未来への遺産』が並行して放送するようになったため、3回の放送にとどまる）[15]
- 1975年度 19:30 - 20:55（6月26日）、19:30 - 20:30（7月31日、11月27日）[16]

## 放映リスト
| 回 | 放送日         | タイトル                                  | 出典   |
| -- | -------------- | ----------------------------------------- | ------ |
| 1  | 1970年4月29日  | 若ものたちの道                            | [ 4 ]  |
| 2  | 1970年5月27日  | 地球管理計画                              | [ 4 ]  |
| 3  | 1970年6月24日  | 未踏社会への旅                            | [ 4 ]  |
| 4  | 1970年7月29日  | 余暇は拡大する                            | [ 4 ]  |
| 5  | 1970年8月26日  | 老後                                      | [ 4 ]  |
| 6  | 1970年9月30日  | 台風への挑戦                              | [ 4 ]  |
| 7  | 1970年10月28日 | 戦争・友好・そして……                      | [ 4 ]  |
| 8  | 1970年11月25日 | 0歳からの出発                             | [ 4 ]  |
| 9  | 1970年12月23日 | ニッポン1970                              | [ 8 ]  |
| 10 | 1971年1月27日  | アメリカ—新しい価値への探検               | [ 8 ]  |
| 11 | 1971年2月24日  | アメリカ—未来への挑戦                     | [ 8 ]  |
| 12 | 1971年3月31日  | アジアの中の日本                          | [ 8 ]  |
| 13 | 1971年4月28日  | 下村博士の物価論                          | [ 9 ]  |
| 14 | 1971年5月26日  | 1万日教育計画—その1                       | [ 9 ]  |
| 15 | 1971年6月30日  | 1万日教育計画—その2                       | [ 9 ]  |
| 16 | 1971年7月28日  | 準備なき訪問者                            | [ 9 ]  |
| 17 | 1971年8月25日  | ¥：$〜円対ドル                            | [ 9 ]  |
| 18 | 1971年9月29日  | 来たるべき時代の労働                      | [ 9 ]  |
| 19 | 1971年10月27日 | 医療の未来                                | [ 17 ] |
| 20 | 1971年11月24日 | 豊かさへの道〜熱帯からの報告              | [ 17 ] |
| 21 | 1972年1月2日   | 人間の絆〜諸国民の相互理解                | [ 17 ] |
| 22 | 1972年1月26日  | 連帯の条件                                | [ 17 ] |
| 23 | 1972年3月22日  | テレビの未来〜臆病な巨人                  | [ 17 ] |
| 24 | 1972年4月27日  | 宇宙船地球号                              | [ 18 ] |
| 25 | 1972年6月1日   | 大学と社会                                | [ 18 ] |
| 26 | 1972年6月29日  | 生命の制御                                | [ 18 ] |
| 27 | 1972年8月15日  | 平和への道標                              | [ 18 ] |
| 28 | 1972年10月5日  | あすの為の資源                            | [ 18 ] |
| 29 | 1972年10月26日 | 男と女                                    | [ 18 ] |
| 30 | 1972年12月21日 | 人口爆発                                  | [ 18 ] |
| 31 | 1973年1月3日   | 国際化への道                              | [ 18 ] |
| 32 | 1973年1月25日  | 36億の中の1億                             | [ 18 ] |
| 33 | 1973年3月22日  | 放送と社会                                | [ 18 ] |
| 34 | 1973年4月26日  | 高度社会福祉の像                          | [ 14 ] |
| 35 | 1973年5月31日  | 心—不安の原点をさぐる                     | [ 14 ] |
| 36 | 1973年6月28日  | 未来の家族—父親なき社会の家族論           | [ 11 ] |
| 37 | 1973年8月15日  | アジアと日本—経済援助の側面からのリポート | [ 11 ] |
| 38 | 1973年8月30日  | 地震と大都市                              | [ 11 ] |
| 39 | 1973年10月25日 | 航空—その安全と環境                       | [ 11 ] |
| 40 | 1973年11月29日 | 都市と廃棄物                              | [ 11 ] |
| 41 | 1974年2月28日  | 幸福の設計—暮らしの20年、その過去と未来   | [ 11 ] |
| 42 | 1974年8月1日   | 食糧—しのびよる不安                       | [ 19 ] |
| 43 | 1974年12月6日  | 自治と住民                                | [ 19 ] |
| 44 | 1975年1月30日  | 日本、この5年—1970〜1975                  | [ 19 ] |
| 45 | 1975年6月26日  | 原子力〜新しいエネルギーの選択            | [ 16 ] |
| 46 | 1975年7月31日  | 西ドイツと日本                            | [ 16 ] |
| 47 | 1975年11月27日 | 大学卒〜高学歴社会と職業                  | [ 16 ] |

## 現存状況
1975年11月27日放送の「大学卒～高学歴社会と職業～」（ＰＨＰ研究所提供）ほか数回分が保存されている。